# UFO (Satellit)

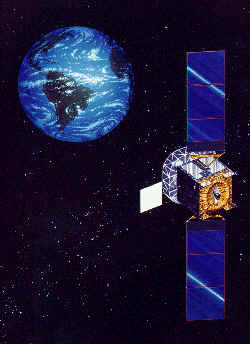
UFO-Satellit des Block 1

UFO (UHF-F/O, Ultra High Frequency Follow-On, engl. für UHF-Nachfolger) ist ein Satellitenkommunikationssystem der US Navy, das für UHF-Funkverbindungen zwischen Schiffen, U-Booten, Flugzeugen und Bodenstationen der amerikanischen Marine genutzt wird. Das UFO-Programm wurde als Nachfolger der FLTSATCOM-Satellitenserie geplant, woraus sich auch der Name ableitete.
Insgesamt elf von Boeing gefertigte Satelliten (davon zehn erfolgreich) wurden in den Jahren von 1993 bis 2003 von Atlas-Raketen in den geostationären Orbit gestartet. Die Satelliten sind für eine Mindestlebensdauer von 10 Jahren ausgelegt.
Es wurden vier verschiedene Varianten (als Block 1 bis 4 bezeichnet) gefertigt, die neben den primären UHF-Transpondern weitere unterschiedliche Transponder in den SHF, EHF und Ka-Band Frequenzbereichen besitzen. Die Block-3-Satelliten stellen das im Ka-Band arbeitende Breitband Global Broadcast System zur Verfügung.
Das Nachfolgesystem MUOS wird seit Februar 2012 aufgebaut.

## Varianten
| Serie   | Masse   | Transponder       | Solarzellen-Paneele |
| ------- | ------- | ----------------- | ------------------- |
| Block 1 | 2866 kg | UHF, SHF          | 2 × 3 (2400 W)      |
| Block 2 | 3023 kg | UHF, SHF, EHF     | 2 × 3 (2400 W)      |
| Block 3 | 3206 kg | UHF, EHF, Ka-Band | 2 × 4 (3800 W)      |
| Block 4 | 3041 kg | UHF, EHF          | 2 × 3 (2400 W)      |

## Starts
| Satellit | Startdatum        | Rakete   | Bemerkung  |
| -------- | ----------------- | -------- | ---------- |
| Block 1  |                   |          |            |
| UFO 1    | 25. März 1993     | Atlas-1  | Fehlschlag |
| UFO 2    | 3. September 1993 | Atlas-1  | Erfolg     |
| UFO 3    | 24. Juni 1994     | Atlas-1  | Erfolg     |
| Block 2  |                   |          |            |
| UFO 4    | 29. Januar 1995   | Atlas-2  | Erfolg     |
| UFO 5    | 31. Mai 1995      | Atlas-2  | Erfolg     |
| UFO 6    | 22. Oktober 1995  | Atlas-2  | Erfolg     |
| UFO 7    | 25. Juli 1996     | Atlas-2  | Erfolg     |
| Block 3  |                   |          |            |
| UFO 8    | 16. März 1998     | Atlas-2  | Erfolg     |
| UFO 9    | 20. Oktober 1998  | Atlas-2A | Erfolg     |
| UFO 10   | 23. November 1999 | Atlas-2A | Erfolg     |
| Block 4  |                   |          |            |
| UFO 11   | 18. Dezember 2003 | Atlas-3B | Erfolg     |